# 斯特勞斯冰川
77°20′S 139°40′W / 77.333°S 139.667°W
斯特勞斯冰川（英語：Strauss Glacier）是南極洲的冰川，位於瑪麗伯德地，全長70公里，流經伊克斯山脈和科爾特高地之間，最終注入蘭德灣，美國地質調查局根據測量和該國海軍的空中照片繪入地圖。